# 1988-as labdarúgó-Európa-bajnokság (selejtező)
Az 1988-as labdarúgó-Európa-bajnokság selejtező mérkőzéseit 1986 szeptemberétől 1987 decemberéig játszották le. A selejtezőben 32 válogatott vett részt. A házigazda NSZK nem vett részt a selejtezőkben.
Magyarország a selejtezőben az 5. csoportba került. Az ellenfelek Hollandia, Görögország, Lengyelország és Ciprus voltak. Magyarország nyolc meccsén, négy győzelmet ért el és négy veresége volt, valamint 13 szerzett, és 11 kapott góllal fejezte be a selejtezőt, a csoport harmadik helyén.

## Kijutott csapatok
A következő csapatok jutottak ki az Európa-bajnokságra:

| Ország        | Kvalifikáció módja  | Kvalifikáció időpontja | Korábbi Európa-bajnoki részvételek |
| ------------- | ------------------- | ---------------------- | ---------------------------------- |
| NSZK          | Rendező             | 1985. március 14.      | 4                                  |
| Dánia         | 6. csoport győztese | 1987. október 14.      | 2                                  |
| Szovjetunió   | 3. csoport győztese | 1987. október 28.      | 4                                  |
| Anglia        | 4. csoport győztese | 1987. november 11.     | 2                                  |
| Írország      | 7. csoport győztese | 1987. november 11.     | 0 (újonc)                          |
| Olaszország   | 2. csoport győztese | 1987. november 14.     | 2                                  |
| Spanyolország | 1. csoport győztese | 1987. november 18.     | 3                                  |
| Hollandia     | 5. csoport győztese | 1987. december 9.      | 2                                  |

## Játékvezetők
- Gérard Biguet
- Joël Quiniou
- Michel Vautrot
- Klaus Peschel
- Siegfried Kirschen
- Adolf Prokop
- Jan Keizer
- Ignace van Swieten
- Gerard Geurds
- Egbert Mulder
- Albert Thomas
- Henk van Ettekoven
- Huták Antal
- Hartmann Lajos
- Németh Lajos
- José Rosa dos Santos
- Carlos Alberto da Silva Valente
- Bruno Galler
- Kurt Röthlisberger
- Renzo Peduzzi
- Jerászimosz Jermanákosz
- Jórgosz Kukulákisz
- Alexis Ponnet
- Marcel van Langenhove
- Alphonse Constantin
- Rosario Lo Bello
- Paolo Casarin
- Carlo Longhi
- Claudio Pieri
- Vojtěch Christov
- Dušan Krchňák
- Ivan Gregr
- Keith Hackett
- George Courtney
- Neil Midgley
- Aron Schmidhuber
- Dieter Pauly
- Karl-Josef Assenmacher
- Werner Föckler
- Karl-Heinz Tritschler
- Manfred Neuner
- İhsan Türe
- Sztéfanosz Hadzisztefánu
- John Kinsella
- Wilfred Wallace
- Roger Philippi
- Kaj Nätri
- Simo Ruokonen
- Valerij Vlagyimirovics Butyenko
- Velodi Miminosvili
- Hubert Forstinger
- Friedrich Kaupe
- Franz Wöhrer
- Helmut Kohl
- Gerald Losert
- Heinz Holzmann
- Alan Ferguson
- Robert Valentine
- Zoran Petrović
- Dragiša Komadinić
- Howard King
- Keith Cooper
- Erik Fredriksson
- Håkan Lundgren
- Frederick McKnight
- Oliver Donnelly
- Henning Lund-Sørensen
- Peter Mikkelsen
- Joaquín Ramos Marcos
- Emilio Soriano Aladrén
- Victoriano Arminio
- Michał Listkiewicz
- Krzysztof Czemarmazowicz
- Ștefan Dan Petrescu
- Ioan Igna
- Ion Crăciunescu
- Velicsko Concsev
- Dimitar Charlatki
- Dimitar Dimitrov
- Einar Halle
- Egil Nervik
- Eysteinn Guðmundsson
- Guðmundur Haraldsson

## Csoportok
A csapatokat 7 csoportba sorsolták. Négy darab ötcsapatos és három darab négycsapatos csoportot alakítottak ki. A csapatok körmérkőzéses, oda-visszavágós rendszerben játszottak egymással. A csoportelsők kijutottak az Európa-bajnokságra.

A sorrend meghatározása
Az Európa-bajnokság selejtezőjében a következő pontok alapján állapították meg a sorrendet:
1. több szerzett pont az összes mérkőzésen
2. jobb gólkülönbség az összes mérkőzésen
3. több szerzett gól az összes mérkőzésen
4. sorsolás

### 1. csoport
| Hely. | Csapat        | M | Gy | D | V | G+ | G– | Gk  | P  | Továbbjutás                            |     | Spanyolország | Románia | Ausztria | Albánia |
| ----- | ------------- | - | -- | - | - | -- | -- | --- | -- | -------------------------------------- | --- | ------------- | ------- | -------- | ------- |
| 1.    | Spanyolország | 6 | 5  | 0 | 1 | 14 | 6  | +8  | 10 | Kijutott az 1988-as Európa-bajnokságra |     | —             | 1–0     | 2–0      | 5–0     |
| 2.    | Románia       | 6 | 4  | 1 | 1 | 13 | 3  | +10 | 9  |                                        |     | 3–1           | —       | 4–0      | 5–1     |
| 3.    | Ausztria      | 6 | 2  | 1 | 3 | 6  | 9  | −3  | 5  |                                        | 2–3 | 0–0           | —       | 3–0      |         |
| 4.    | Albánia       | 6 | 0  | 0 | 6 | 2  | 17 | −15 | 0  |                                        | 1–2 | 0–1           | 0–1     | —        |         |

### 2. csoport
| Hely. | Csapat      | M | Gy | D | V | G+ | G– | Gk  | P  | Továbbjutás                            |     | Olaszország | Svédország | Portugália | Svájc | Málta |
| ----- | ----------- | - | -- | - | - | -- | -- | --- | -- | -------------------------------------- | --- | ----------- | ---------- | ---------- | ----- | ----- |
| 1.    | Olaszország | 8 | 6  | 1 | 1 | 16 | 4  | +12 | 13 | Kijutott az 1988-as Európa-bajnokságra |     | —           | 2–1        | 3–0        | 3–2   | 5–0   |
| 2.    | Svédország  | 8 | 4  | 2 | 2 | 12 | 5  | +7  | 10 |                                        |     | 1–0         | —          | 0–1        | 2–0   | 1–0   |
| 3.    | Portugália  | 8 | 2  | 4 | 2 | 6  | 8  | −2  | 8  |                                        | 0–1 | 1–1         | —          | 0–0        | 2–2   |       |
| 4.    | Svájc       | 8 | 1  | 5 | 2 | 9  | 9  | 0   | 7  |                                        | 0–0 | 1–1         | 1–1        | —          | 4–1   |       |
| 5.    | Málta       | 8 | 0  | 2 | 6 | 4  | 21 | −17 | 2  |                                        | 0–2 | 0–5         | 0–1        | 1–1        | —     |       |

### 3. csoport
| Hely. | Csapat        | M | Gy | D | V | G+ | G– | Gk  | P  | Továbbjutás                            |     | Szovjetunió | Német Demokratikus Köztársaság | Franciaország | Izland | Norvégia |
| ----- | ------------- | - | -- | - | - | -- | -- | --- | -- | -------------------------------------- | --- | ----------- | ------------------------------ | ------------- | ------ | -------- |
| 1.    | Szovjetunió   | 8 | 5  | 3 | 0 | 14 | 3  | +11 | 13 | Kijutott az 1988-as Európa-bajnokságra |     | —           | 2–0                            | 1–1           | 2–0    | 4–0      |
| 2.    | NDK           | 8 | 4  | 3 | 1 | 13 | 4  | +9  | 11 |                                        |     | 1–1         | —                              | 0–0           | 2–0    | 3–1      |
| 3.    | Franciaország | 8 | 1  | 4 | 3 | 4  | 7  | −3  | 6  |                                        | 0–2 | 0–1         | —                              | 2–0           | 1–1    |          |
| 4.    | Izland        | 8 | 2  | 2 | 4 | 4  | 14 | −10 | 6  |                                        | 1–1 | 0–6         | 0–0                            | —             | 2–1    |          |
| 5.    | Norvégia      | 8 | 1  | 2 | 5 | 5  | 12 | −7  | 4  |                                        | 0–1 | 0–0         | 2–0                            | 0–1           | —      |          |

### 4. csoport
| Hely. | Csapat         | M | Gy | D | V | G+ | G– | Gk  | P  | Továbbjutás                            |     | Anglia | Jugoszlávia | Észak-Írország | Törökország |
| ----- | -------------- | - | -- | - | - | -- | -- | --- | -- | -------------------------------------- | --- | ------ | ----------- | -------------- | ----------- |
| 1.    | Anglia         | 6 | 5  | 1 | 0 | 19 | 1  | +18 | 11 | Kijutott az 1988-as Európa-bajnokságra |     | —      | 2–0         | 3–0            | 8–0         |
| 2.    | Jugoszlávia    | 6 | 4  | 0 | 2 | 13 | 9  | +4  | 8  |                                        |     | 1–4    | —           | 3–0            | 4–0         |
| 3.    | Észak-Írország | 6 | 1  | 1 | 4 | 2  | 10 | −8  | 3  |                                        | 0–2 | 1–2    | —           | 1–0            |             |
| 4.    | Törökország    | 6 | 0  | 2 | 4 | 2  | 16 | −14 | 2  |                                        | 0–0 | 2–3    | 0–0         | —              |             |

### 5. csoport
| Hely. | Csapat        | M | Gy | D | V | G+ | G– | Gk  | P  | Továbbjutás                            |     | Hollandia | Görögország | Magyarország | Lengyelország | Ciprusi Köztársaság |
| ----- | ------------- | - | -- | - | - | -- | -- | --- | -- | -------------------------------------- | --- | --------- | ----------- | ------------ | ------------- | ------------------- |
| 1.    | Hollandia     | 8 | 6  | 2 | 0 | 15 | 1  | +14 | 14 | Kijutott az 1988-as Európa-bajnokságra |     | —         | 1–1         | 2–0          | 0–0           | 4–0                 |
| 2.    | Görögország   | 8 | 4  | 1 | 3 | 12 | 13 | −1  | 9  |                                        |     | 0–3       | —           | 2–1          | 1–0           | 3–1                 |
| 3.    | Magyarország  | 8 | 4  | 0 | 4 | 13 | 11 | +2  | 8  |                                        | 0–1 | 3–0       | —           | 5–3          | 1–0           |                     |
| 4.    | Lengyelország | 8 | 3  | 2 | 3 | 9  | 11 | −2  | 8  |                                        | 0–2 | 2–1       | 3–2         | —            | 0–0           |                     |
| 5.    | Ciprus        | 8 | 0  | 1 | 7 | 3  | 16 | −13 | 1  |                                        | 0–2 | 2–4       | 0–1         | 0–1          | —             |                     |

### 6. csoport
| Hely. | Csapat        | M | Gy | D | V | G+ | G– | Gk | P | Továbbjutás                            |     | Dánia | Csehszlovákia | Wales | Finnország |
| ----- | ------------- | - | -- | - | - | -- | -- | -- | - | -------------------------------------- | --- | ----- | ------------- | ----- | ---------- |
| 1.    | Dánia         | 6 | 3  | 2 | 1 | 4  | 2  | +2 | 8 | Kijutott az 1988-as Európa-bajnokságra |     | —     | 1–1           | 1–0   | 1–0        |
| 2.    | Csehszlovákia | 6 | 2  | 3 | 1 | 7  | 5  | +2 | 7 |                                        |     | 0–0   | —             | 2–0   | 3–0        |
| 3.    | Wales         | 6 | 2  | 2 | 2 | 7  | 5  | +2 | 6 |                                        | 1–0 | 1–1   | —             | 4–0   |            |
| 4.    | Finnország    | 6 | 1  | 1 | 4 | 4  | 10 | −6 | 3 |                                        | 0–1 | 3–0   | 1–1           | —     |            |

### 7. csoport
| Hely. | Csapat    | M | Gy | D | V | G+ | G– | Gk  | P  | Továbbjutás                            |     | Írország | Bulgária | Belgium | Skócia | Luxemburg |
| ----- | --------- | - | -- | - | - | -- | -- | --- | -- | -------------------------------------- | --- | -------- | -------- | ------- | ------ | --------- |
| 1.    | Írország  | 8 | 4  | 3 | 1 | 10 | 5  | +5  | 11 | Kijutott az 1988-as Európa-bajnokságra |     | —        | 2–0      | 0–0     | 0–0    | 2–1       |
| 2.    | Bulgária  | 8 | 4  | 2 | 2 | 12 | 6  | +6  | 10 |                                        |     | 2–1      | —        | 2–0     | 0–1    | 3–0       |
| 3.    | Belgium   | 8 | 3  | 3 | 2 | 16 | 8  | +8  | 9  |                                        | 2–2 | 1–1      | —        | 4–1     | 3–0    |           |
| 4.    | Skócia    | 8 | 3  | 3 | 2 | 7  | 5  | +2  | 9  |                                        | 0–1 | 0–0      | 2–0      | —       | 3–0    |           |
| 5.    | Luxemburg | 8 | 0  | 1 | 7 | 2  | 23 | −21 | 1  |                                        | 0–2 | 1–4      | 0–6      | 0–0     | —      |           |